# Tsukuba-Seilbahn

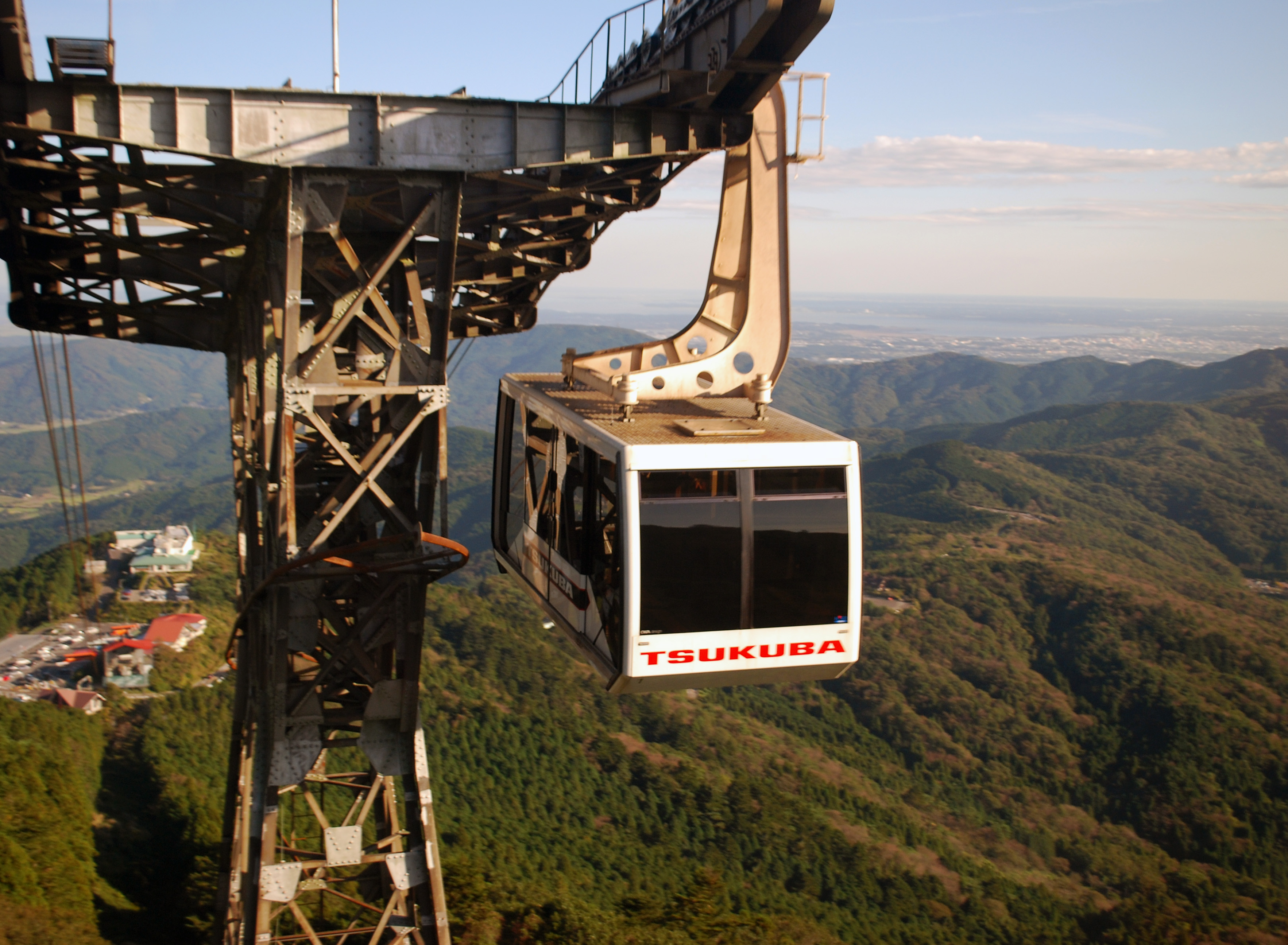
Tsukuba-Seilbahn

Die Tsukuba-Seilbahn (jap. 筑波山ロープウェイ, Tsukubasan Rōpuwēi; engl. Mount Tsukuba Ropeway) ist eine Luftseilbahn in Japan. Sie befindet sich auf dem Gebiet der Stadt Tsukuba in der Präfektur Ibaraki und führt auf den Berg Tsukuba. Betrieben wird sie von der Tsukuba Kankō Tetsudō, einer Tochtergesellschaft der Keisei Dentetsu.
Die Talstation Tsutsujigaoka (つつじヶ丘) befindet sich an der Südostflanke des Bergs auf einer Höhe von 542 m T.P.. Von dort aus führt die Luftseilbahn hinauf auf 840 m T.P. in unmittelbare Nähe des Nyotai-san (女体山), einem der beiden Gipfel des Tsukuba. Bei der Anlage handelt es sich um eine von Nippon Cable erbaute Pendelbahn mit zwei Stützen sowie je zwei Trag- und Zugseilen in beiden Fahrtrichtungen. Auf einer Länge von 1296 m überwindet sie einen Höhenunterschied von 298 m. Die beiden von CWA in der Schweiz gefertigten Kabinen bieten Platz für je 72 Personen und bewegen sich mit einer Geschwindigkeit von 6 m/s fort.
In der Regel verkehrt die Luftseilbahn täglich alle 20 Minuten von 09:00 Uhr bis 17:00 Uhr, wobei die Betriebszeiten während der Sommerferien und am Neujahrstag ausgedehnt werden. Die Fahrtzeit beträgt sechs Minuten. Erreichbar ist die Talstation über eine Buslinie vom Bahnhof Tsukuba her. Von der Bergstation führt ein 15-minütiger Spaziergang zur Standseilbahn Tsukuba.
Die Eröffnung der Luftseilbahn erfolgte am 11. August 1965 durch die Tsukubasan Rōpuwēi Kabushiki-gaisha. Diese fusionierte am 1. Oktober 1999 mit der Tsukuba Tozan Tetsudō (Betreiber der benachbarten Standseilbahn) zur Tsukuba Kankō Tetsudō. Nach einer Umbauphase wurde am 12. März 2004 der Betrieb mit den neuen CWA-Kabinen aufgenommen.